# World Relief
La Corporación Mundial de Socorro de la Asociación Nacional de Evangélicos (en inglés: World Relief  o World Relief Corporation of National Association of Evangelicals) es una organización no gubernamental humanitaria cristiana evangélica mundial que tiene su sede en Baltimore, Maryland.

## Historia
Fue fundada como una Comisión en 1944 por la Asociación Nacional de Evangélicos para enviar ropa y alimentos a las víctimas de la Segunda Guerra Mundial. Cuenta con el apoyo de iglesias, fundaciones y donantes individuales, así como a través de subvenciones del gobierno de los Estados Unidos de USAID (Agencia de los Estados Unidos para el Desarrollo Internacional) y otras agencias. Es una organización humanitaria cristiana evangélica mundial que busca superar la violencia, la pobreza y la injusticia. A través del amor en acción, brindan esperanza, sanación y restauración a millones de las mujeres, hombres y niños más vulnerables del mundo a través de programas vitales en respuesta a desastres, salud y desarrollo infantil, desarrollo económico y consolidación de la paz, así como servicios para refugiados e inmigración en el Estados Unidos, se ha asociado con iglesias y comunidades en más de 20 países para brindar ayudar a las personas a reconstruir sus vidas.
Su director ejecutivo es Tim Breene.